# SNCF Z 27500
De Z 27500 zijn treinstellen van de SNCF voor Transport express régional. Het is de elektrische versie van de AGC, en wordt daarom ook wel ZGC genoemd.

## Beschrijving
In 2002, nadat alle regio's met succes hun TER-netwerken hadden gelanceerd won de Canadese fabrikant Bombardier de concessie voor het bouwen van 700 nieuwe Autorail grande capacité-treinen. Deze bestelling was de grootste in de geschiedenis van de SNCF totdat de Régiolis en Regio2N (te leveren vanaf 2013) besteld werden, vanwege de veelzijdigheid van dit materiaal en de variatie in drie aandrijfmogelijkheden: diesel, elektrisch en bi-mode. Er bestaan twee lengtes voor dit type materieel: drie of vier wagons.

## Diensten

### TER Alsace
- Strasbourg - Saverne - Sarrebourg
- Strasbourg - Colmar - Mulhouse
- Bâle SNCF - Mulhouse - Belfort

### TER Auvergne
- Moulins - Nevers

### TER Bourgogne
- Dijon - Laroche-Migennes
- Dijon - Mâcon - Lyon

### TER Bretagne

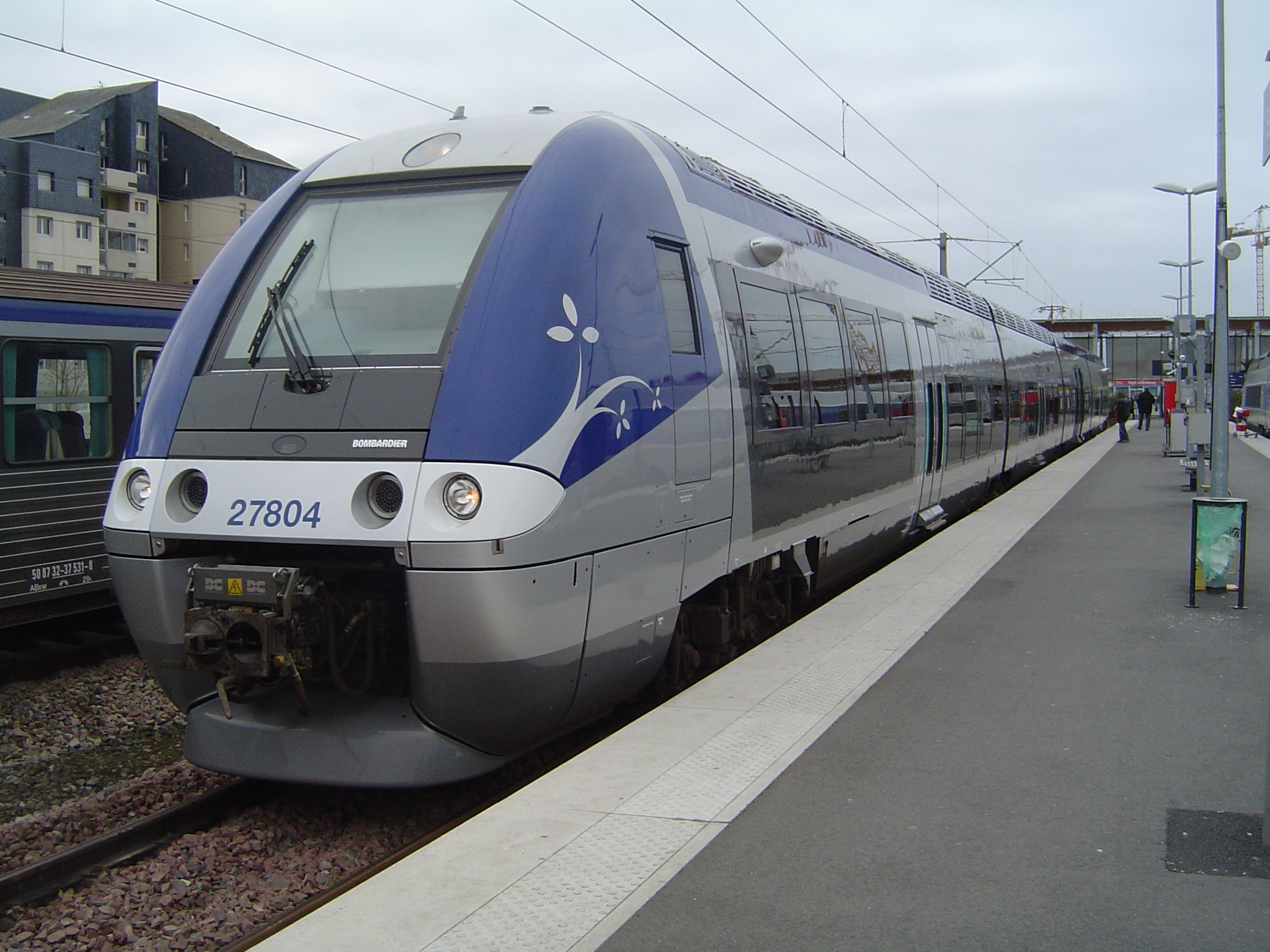
Treinstel Z 27803/04 op Station Saint-Malo.

- Brest - Morlaix
- Brest - Landerneau
- Rennes - St Malo
- Rennes - St Brieuc
- Rennes - Redon

### TER Centre
- Tours - Bléré la Croix - Saint Aignan - Vierzon - Bourges
- Tours - Blois - Chambord - Orléans

### TER Champagne-Ardenne
- Reims - Charleville-Mézières - Sedan
- Reims - Epernay - Château-Thierry

### TER Franche-Comté

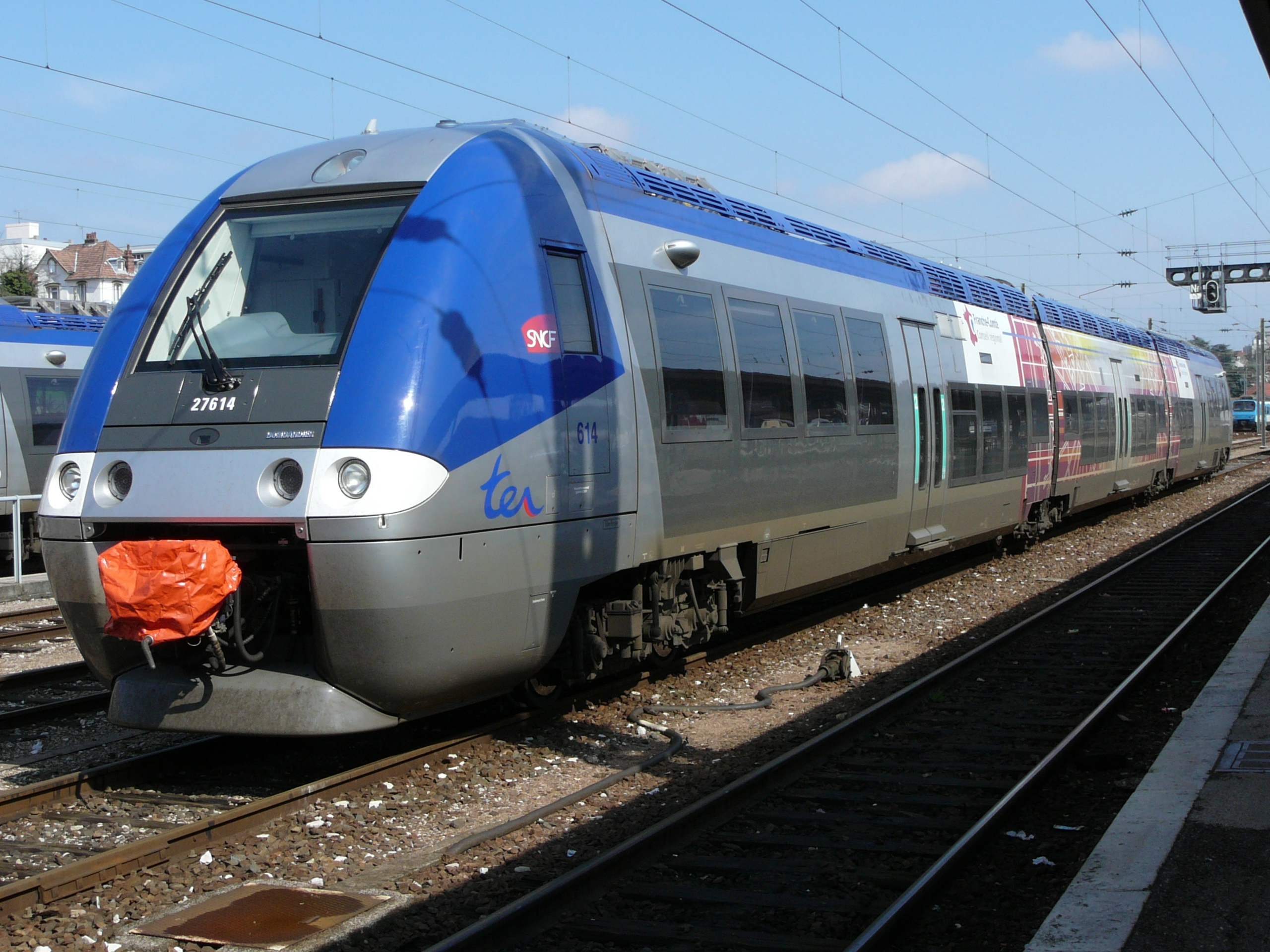
Treinstel Z 27613/14 van de regio Franche-Comté.

- Dijon - Dole-Ville - Besançon - Montbéliard - Belfort
- Dijon - Dole-Ville - Pontarlier
- Besançon - Mouchard - Lons le Saunier

### TER Languedoc-Roussillon
- Avignon - Port-Bou
- Toulouse - Cerbère
- Marseille - Narbonne

### TER Lorraine
- Nancy - Épinal - Remiremont

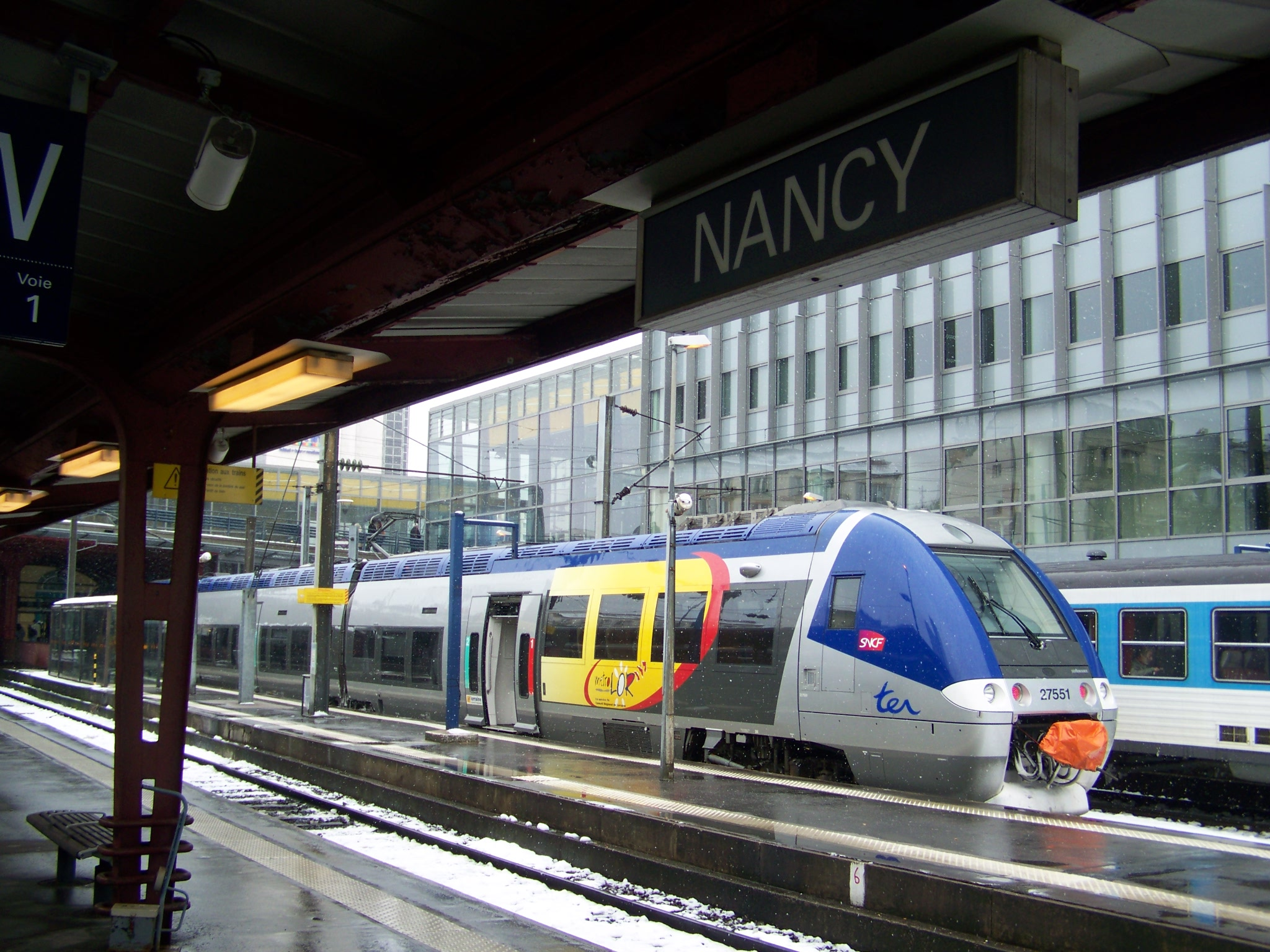
ZGC in Nancy.

- Nancy - Lunéville - Saint-Dié-des-Vosges
- Metz - Réding - Strasbourg
- Metz - Forbach

### TER Nord-Pas De Calais
- Lille Flandres - Lille CHR - Sainghin en Weppes - La Bassée - Béthune - Saint Pol Sur Ternoise - Boulogne-Ville
- Lille Flandres - Lille CHR - Sainghin en Weppes - Lens

### TER Basse-Normandie
- Cherbourg - Caen - Lisieux
- Saint-Lô - Caen - Lisieux

### TER Haute-Normandie

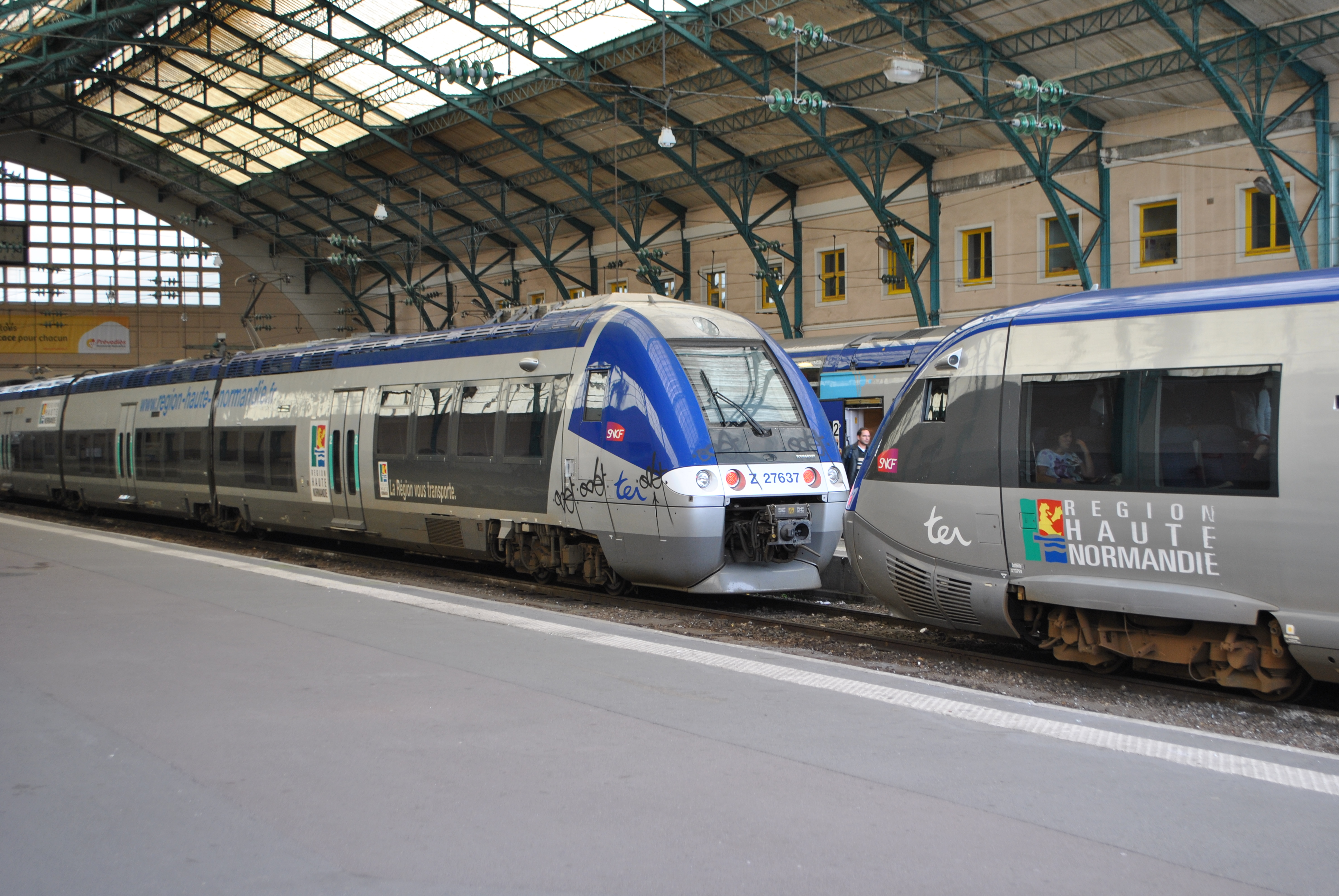
ZGC op station Le Havre.

- Rouen Rive Droite - Yvetot - Le Havre
- Rouen Rive Droite - Val de Reuil - Vernon - Giverny - Mantes-la-Jolie
- Rouen Rive Droite - Serqueux - Abancourt - Amiens
- Rolleville - Montivilliers - Le Havre

### TER Pays de la Loire
- Nantes - La Roche-sur-Yon - les Sables-d'Olonne
- Angers - Nantes - Le Croisic

### TER Rhône-Alpes
- Lyon - Bellegarde - Genève
- Lyon - Genève/Evian/Saint-Gervais-les-Bains-Le Fayet
- Annemasse - Évian-les-Bains

## Galerij

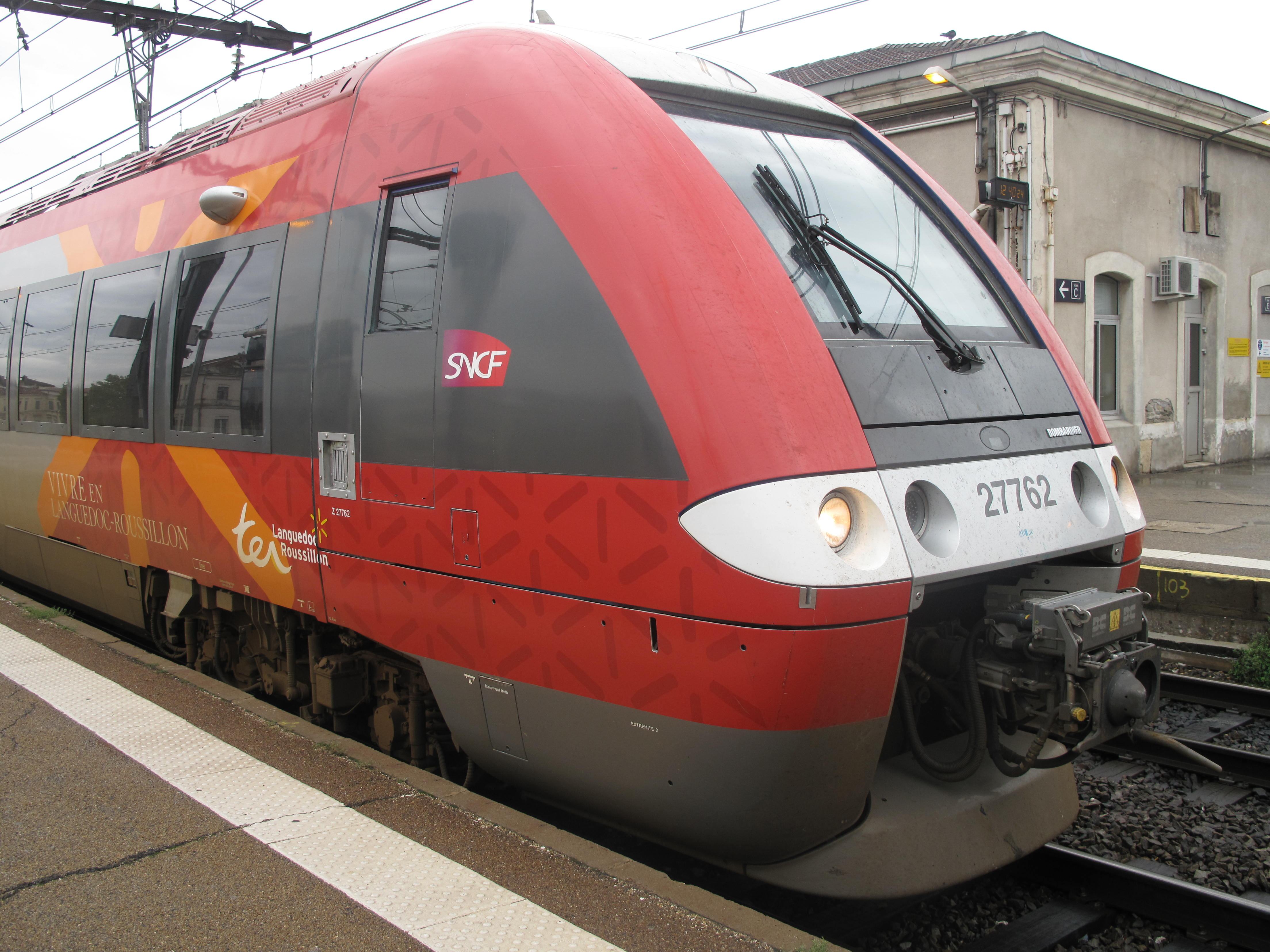
Voorkant van een ZGC van de regio Languedoc-Roussillon.

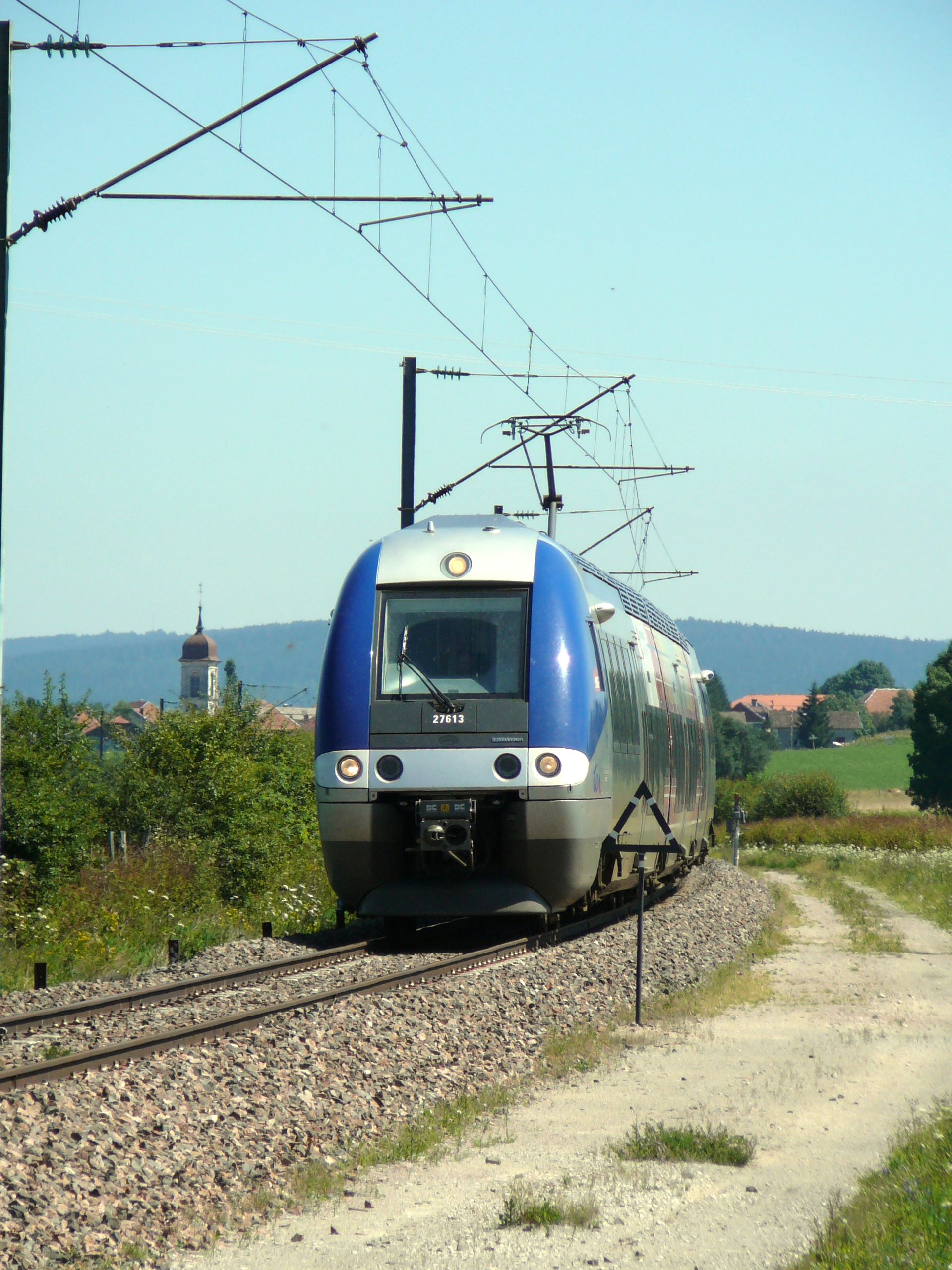
ZGC Franche Comté in Sainte Colombe (Doubs)
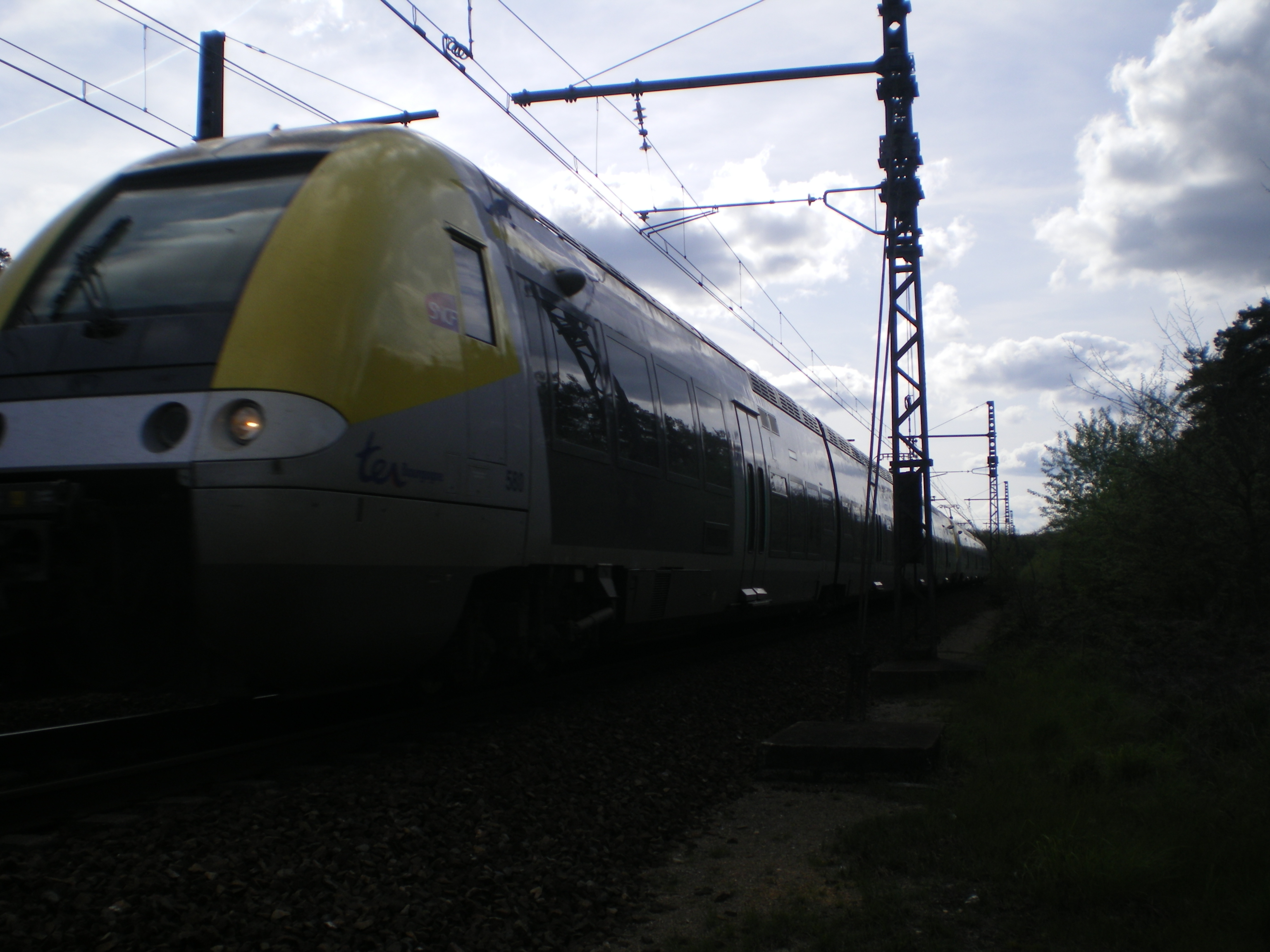
Z27589/590 TER Bourgogne in Thomery (77)
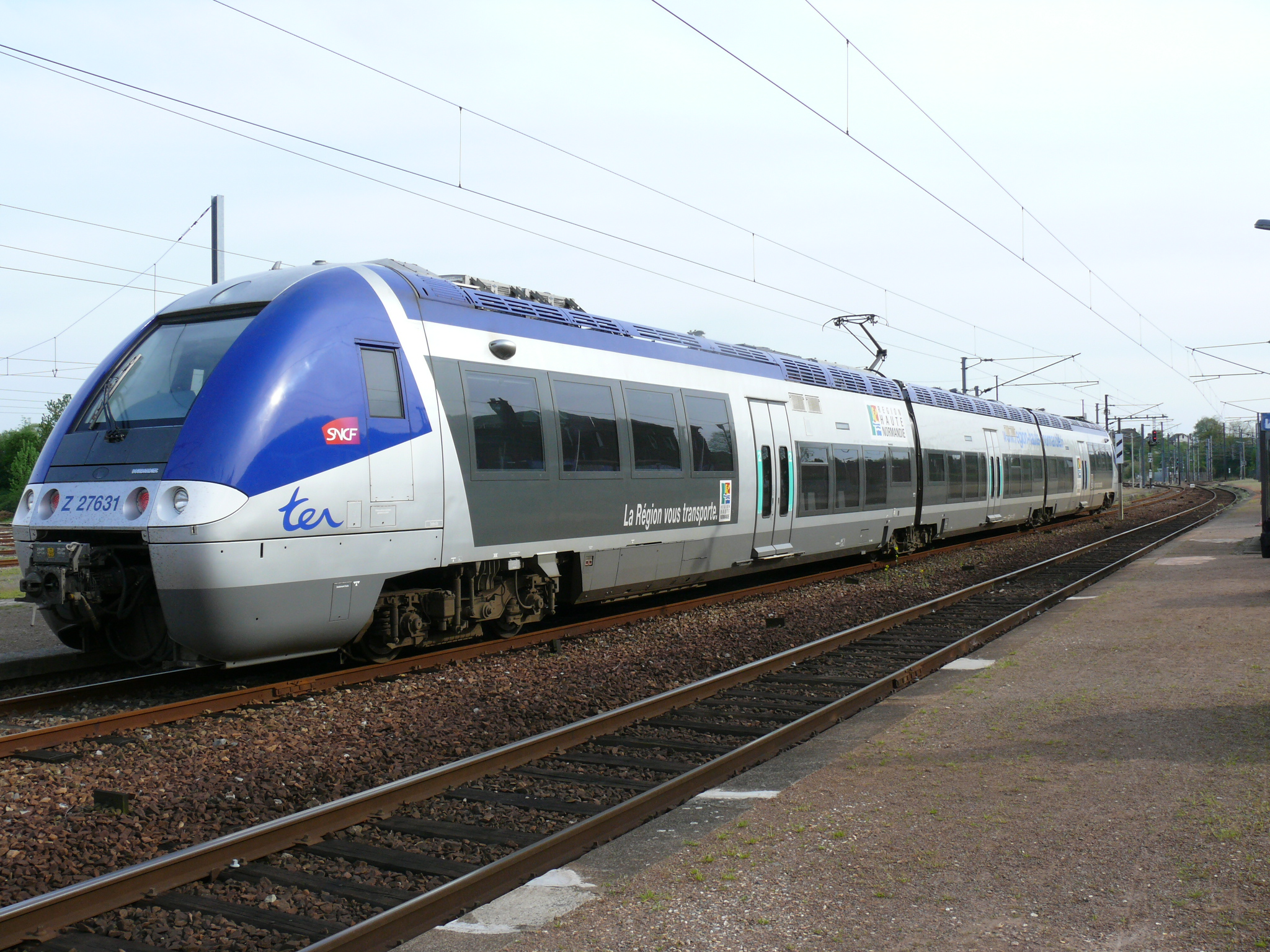
Z 27631 TER Haute-Normandie in Serqueux
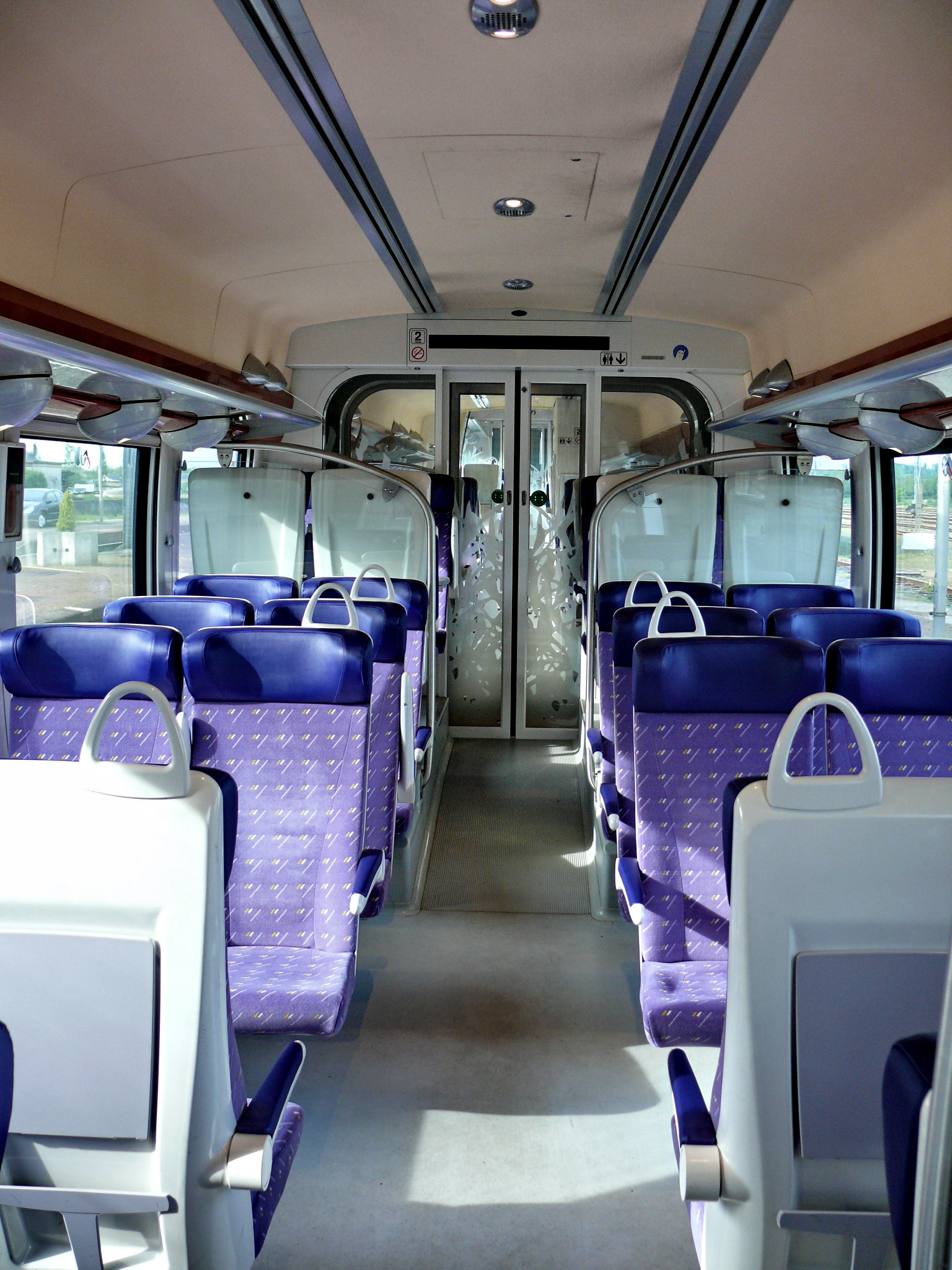
Interieur van de regio Haute-Normandie
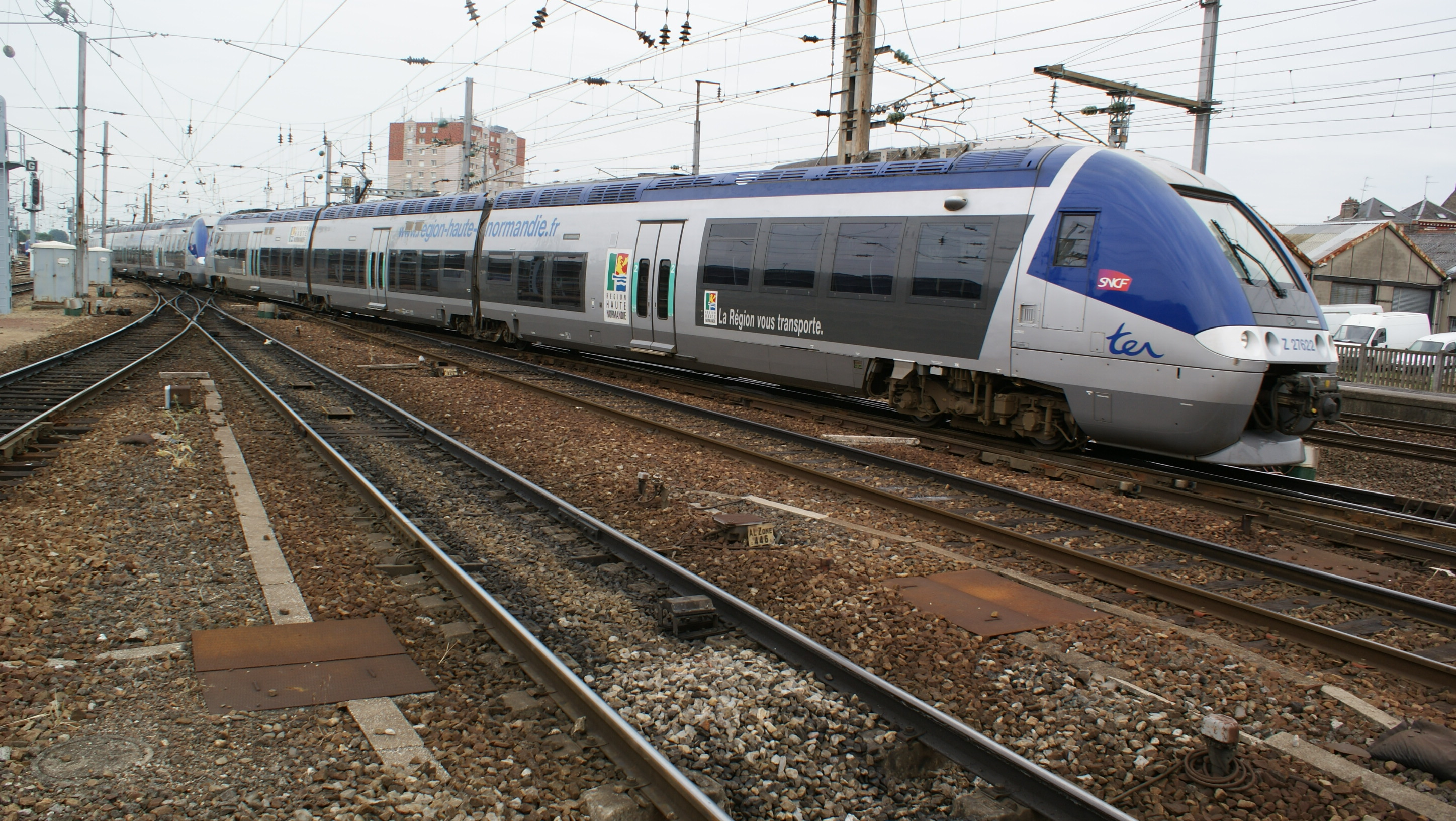
Op het depot van Amiens
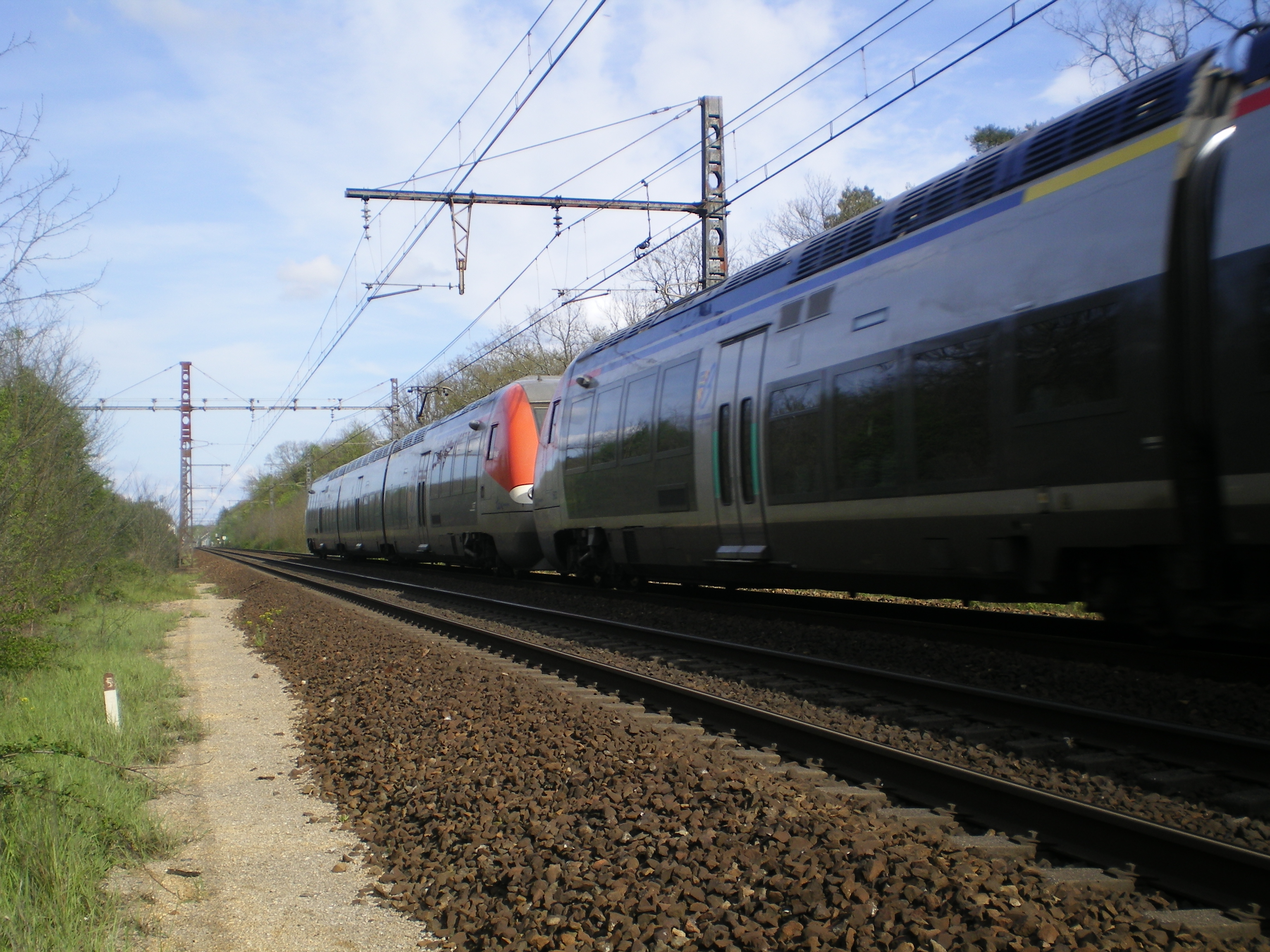
Gekoppelde Z 27500 treinen te Moret (77).
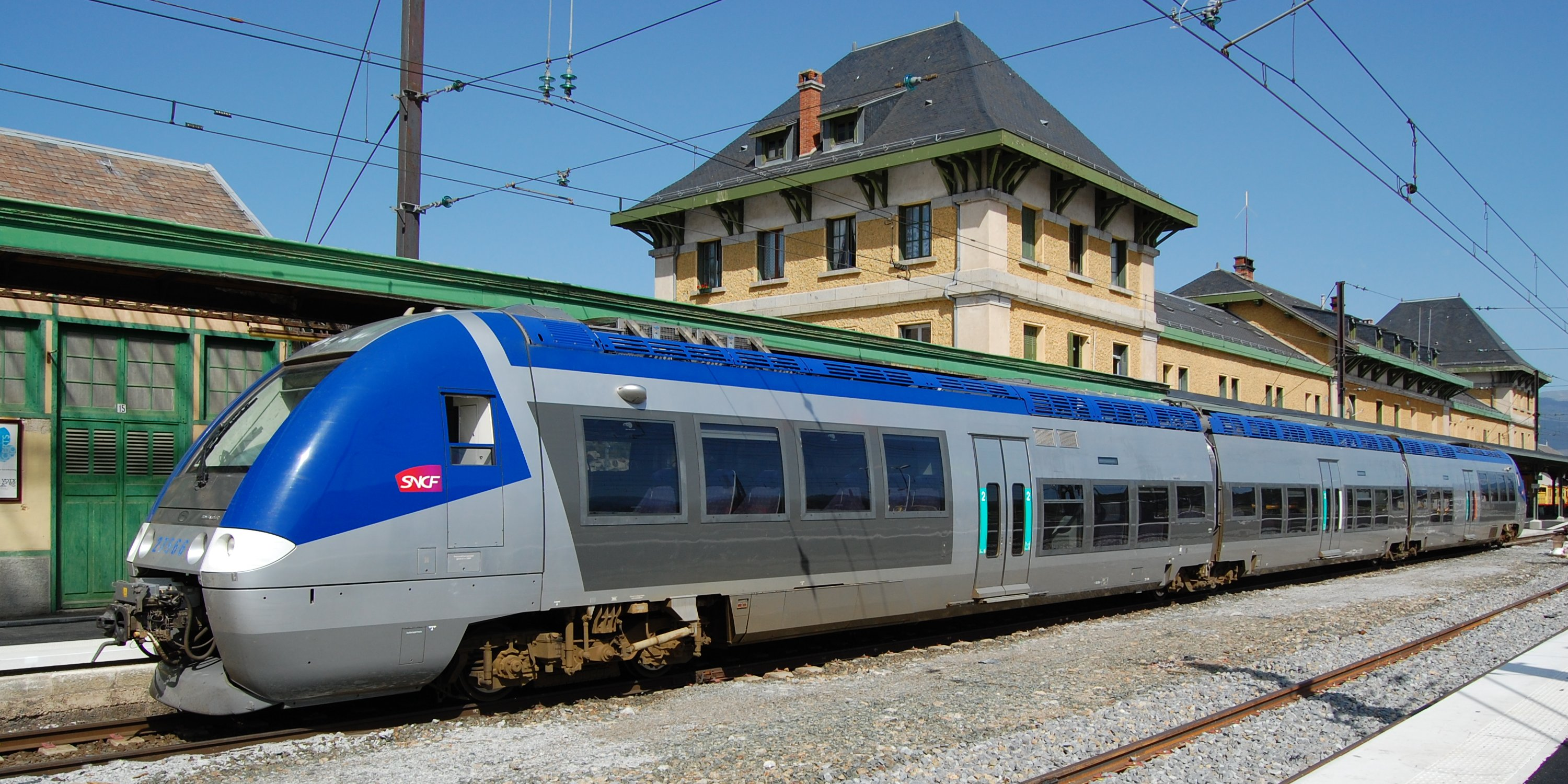
Z 27500 op Station Latour-de-Carol - Enveitg.